# Ebelingia kumadai
Ebelingia kumadai là một loài nhện trong họ Thomisidae.
Loài này thuộc chi Ebelingia. Ebelingia kumadai được Hirotsugu Ono miêu tả năm 1985.